# Guatteria acutissima
Guatteria acutissima R.E.Fr. – gatunek rośliny z rodziny flaszowcowatych (Annonaceae Juss.). Występuje naturalnie w Kolumbii, Peru oraz Boliwii. 

## Morfologia
PokrójZimozielone drzewo dorastające do 9 m wysokości. Gałęzie są owłosione.
LiścieMają podłużnie lancetowaty kształt. Mierzą 14–20 cm długości oraz 4,5–5 cm szerokości. Nasada liścia zbiega po ogonku. Liść na brzegu jest całobrzegi. Wierzchołek jest spiczasty. Ogonek liściowy jest owłosiony i dorasta do 5 mm długości.
KwiatySą pojedyncze. Rozwijają się w kątach pędów. Działki kielicha mają owalnie trójkątny kształt i dorastają do 4–5 mm długości. Płatki mają podłużnie odwrotnie lancetowaty kształt. Mierzą do 15–18 mm długości.

## Biologia i ekologia
Rośnie w lasach.